# Ina Deltjeva
Ina Deltjeva född den 20 juli 1977 i Plovdiv, Bulgarien, är en bulgarisk före detta gymnast.
Hon tog OS-silver i rytmisk gymnastik för trupper i samband med de olympiska gymnastiktävlingarna 1996 i Atlanta.